# Botlik Richárd
Botlik Richárd (Budapest, 1977. április 22. –) független történész, történelemtanár, kutató, publicista.

## Életpályája
Budapest főváros Ferencváros kerületében született 1977. április 22-én.

## Iskolái
2010 május 11-én – cum laude minősítéssel – megvédi a VIII. Henrik és Szapolyai János kapcsolatai címmel írott doktori disszertációját. A védés elnöke R. Várkonyi Ágnes, a témavezetője Horn Ildikó, opponensei Bessenyei József és Szabó Péter, levezető titkára Várkonyi Gábor, résztvevői Draskóczy István és Pálffy Géza voltak. 2011. január 12-én történész doktorrá avatják az Eötvös Loránd Tudományegyetem Állam- és Jogtudományi Karának Egyetem téri épületében.

## Konferenciák
- 2004. Tudomány Napja (Magyar Nemzeti Múzeum) alkalmából, a Szapolyai-család lengyel kapcsolatairól tart előadást.
- 2008. A Vakok és Gyengénlátók Heves Megyei Egyesületének egri kultúrtermében tart előadást a középkori magyar étkezési szokásokról.[3]
- 2012. A Magyar Tudományos Akadémia Történettudományi Intézetének Úri utcai épületében szervezett Szapolyai konferencián előadást tart Szapolyai János kapcsolata Angliával címen.[4]
- 2013. Angol-magyar kapcsolatok konferencia az ELTE-n.[5]
- 2014. Nemzeti Kiválóság Program szervezői jóvoltából, a Közgazdasági Egyetemen előadást tart VIII. Henrik és a korabeli Magyarország diplomáciai kapcsolatáról.[6]

## Kutatási eredményei
2002: Aristeidés Lysimachu (Alópeké). Megjelent: Antik Tanulmányok (Studia Antiqua) 46. évfolyam, 1–2. számának 233–239. oldalain. 
2002: 1526. október 19. Adalékok Sárffy Ferenc győri várparancsnok jelentéséhez. Megjelent: Századok 146. évfolyam, 2002. 3. szám, 669–677. oldal. 
2003: Az 1531. évi krakkói alku. Megjelent: Századok 147. évfolyam, 2003. 3. szám, 579–601. oldal.

2004: A Szapolyai-család lengyel kapcsolata. KÚT 3. évfolyam 2. szám, 11–29. oldal. 
2005: „De vidua Christiana.” Gondolatok Habsburg Máriáról. Megjelent: KÚT 4. évfolyam 4. szám, 29–54. oldal. 
2007: Henry VIII and the New Hungarian Political Élite in 1526–1527. (The Anglo–Hungarian Relationship after the Battle of Mohács) Megjelent: Publicationes Universitatis Miskolcinensis. Sectio Philosophica, Tomus XII. Fasciculus 2. Miskolc. 
2008: Szapolyai János lengyel szövetségesei. Szilvásvárad, 2008. 
2009: Szapolyai János londoni váltója. In. Pénztörténet – Gazdaságtörténet. Tanulmányok Buza János 70. születésnapjára. Szerkesztették: Bessenyei József és Draskóczy István. Budapest – Miskolc, 2009. 65–76. oldal.
2010: VIII. Henrik és Magyarország. Szilvásvárad, 2010. A magánkiadásban megjelent könyv a doktori disszertáció kibővített változata.
2013: VIII. Henrik angol király magyar szövetségesei. E-book Könyvház és Kiadó, Kaposvár. 
2013: Statileo János diplomáciai küldetései János király (1526–1540) uralkodásának idejéből. Századok, 157. évfolyam 4. szám, 813–854. oldal. 
2013: I. Ferdinánd (1526–1564) király londoni váltója 1543-ból – a budai vár és a Magyar Királyság török alóli felszabadításának tervére nyújtott angol segély történeti hátteréről. Megjelent: FONS 1. szám, 89–109. oldal. 
2016: Kell nekünk Mohács? Recenzió
2016: Kétségeink II. Lajos cseh- és magyar király (1506-1526) holttestének azonosításával kapcsolatban. Megjelent: Orvostörténeti Közlemények, 62. (2016) 1–4. sz. 5–21. o. 
2017: Az 1526. évi mohácsi csata „árnyékseregei.” Megjelent: academia.edu e-book. 
2017: Egy könyv ürügyén – II. Lajos király halálának körülményeiről. Megjelent: Különvélemény. A mainstream magyar történelem határán. Szerkesztette: Illik Péter. Unicus Műhely, Budapest. 
2018: A mohácsi csata (1526) másképpen. A nagy temető? Unicus Műhely, Budapest. 
2019: Gondolatok az 1526. évi mohácsi csata távolmaradóiról, a hadkötelezettség törvényeiről és a tárgyalt kor orvosi kérdéseiről. Megjelent: Hadtörténelmi Közlemények, 132. (2019) 2. sz. 455–474. o. 
2020: A mohácsi csata (1526) értelmezése Brodarics István kancellár leghitelesebb történetének új fordítása kapcsán – Válasz Kasza Péter kritikai észrevételeire. Megjelent: Magyar Könyvszemle, 136. (2020) 1. sz. 46–62. o. 
2020: The Truest History about the Battle of Mohács between Hungarians and Turks. R. Fenech and Sons D.A., Malta. 